# El camino de Ana
El camino de Ana es un cortometraje español protagonizado por Marisa Paredes.

## Sinopsis
Paisaje de campo amarillento, aislado, quemado por el sol. Ana avanza lentamente. En su mano derecha lleva un hatillo. Camina para ver a su marido, encarcelado. Ana inmutable, Ana sola, pequeña, en el paisaje de campo amarillento, aislado, quemado por el sol.

## Comentario
El camino de Ana es una producción de Producciones entrelíneas, escrita y dirigida por Richard García Vázquez.
El camino de Ana es el segundo cortometraje de Richard García Vázquez (Burdeos, 1977) tras “Cambio de Sentido”, corto que fue seleccionado en el V Festival de Málaga o la XI Biennale de Jóvenes Creadores de Atenas.